# 索斯特县
索斯特县（Kreis Soest）是德国北莱茵-威斯特法伦州中东部的一个县，隶属于阿恩斯贝格行政区，首府索斯特。

## 历史
在中世纪时，索斯特是威斯特法伦地区最大的城镇。在1449年从科隆主教手中解放出来后，就慢慢地失去了重要性，直到1816年普鲁士政府创建索斯特县后，它才再度成为重镇。1975年，该县与邻近的两个县的部分地区合并。